# 債権者代位権
債権者代位権（さいけんしゃだいいけん）とは、債権者が、自己の債権を保全するため必要があるときに、債務者に属する権利を債務者に代わって行使する権利（423条）。

## 概説
フランス法において、債権執行制度が不備であった時代に、それを補う制度として整備された間接訴権が、ボアソナードらによる旧民法起草時にとりこまれ、現行民法編纂の際にドイツ型債権執行制度を採用したにもかかわらず残された制度である。
民法の債権者代位権規定において想定されている典型的な場面は、以下のような場合である。
AはBに1,000万円を貸し付けており、BもCに3,000万円貸し付けている。しばらくして、Bが資金繰りに窮して倒産寸前になった。AとしてはBがCから3,000万円を回収してAに対する借金返済に充てて欲しいところである。しかし、BはなかなかCから債権を回収しようとせず、このままでは債権が消滅時効にかかる可能性もある。そこでAがBのCに対する3,000万円の債権をBに代わって行使し、直接Cから債権を回収したい。
BのもっているCに対する債権は本来ならB自身が行使するものである。しかしBにしてみれば、せっかく債権を回収してもすぐAに持っていかれてしまうのだから、あまり熱心に貸付金を回収しようとは思わない。
債権者Aとしては、債務者BからCに対する債権を譲り受けたり（債権譲渡）、債権を回収することについて代理権を授与してもらったり（代理受領）という方法でも、BのCに対する債権を行使することが出来る。しかし、これらの行為をするには債務者からの何らかの意味での同意が必要である。また、BのCに対する債権を差し押さえてしまえば、取立訴訟や転付命令によって直接Cに対する債権を回収することも可能ではある（民事執行法157条、159条）。しかし差押えのためにはあらかじめ裁判で勝訴するなどして債務名義を得なければならず手間がかかる。
そこでBからの同意も債務名義もないままに、債権者Aが自己の名において（債務者Bの代理人としてでなく）直接Cに対してBのもっている債権を裁判外でも行使できるとしたのが債権者代位権である。これによって債権者は責任財産を保全することが出来る。これがこの制度本来の目的である。なお、債権者代位権によって回収できない危険を免れた、債権者AのBに対する債権を被保全債権という。
債権者代位権が活用される場面は、上記のように時効によって債務者の有する債権が消滅するのを防ぐため時効の中断をする場合のほか、債務者が土地を買ったのに所有権移転登記をしないまま放置しているとき、債権者に代わって登記を移転するよう請求する場合もある。とにかく、債務者が責任財産の流出する危険を放置しているような場面で機能することが想定されている。

## 代位権行使の要件

### 債権の保全の必要性
債権者が自己の債権を保全するため必要がある場合でなければならない（423条1項）。金銭債権の保全が必要というには債務者が無資力でなければならない（無資力要件）。2017年改正の民法（2020年4月1日法律施行）で無資力要件を明文化するため「必要があるときは」の文言が追加された。
債権者代位権は債権者にとっては便利なものだが、債務者にしてみれば自分の財産を他人によって勝手に管理されることになる。つまり、個人の財産管理権への過度の干渉となる危険性をはらんでいる。そこで債権者代位権を行使するには、債務者が無資力、つまり債務超過に陥っていなければならないとされ、この点についての立証責任は債権者が負う。
無資力要件は、特定物債権の保全等それを課すことが無意味であるような場合には不要とされる場合もある（後述の債権者代位権の転用の節を参照）。
なお、代位行使される債権を債務者自らが行使している場合は、その方法又は結果の良し悪しにかかわらず債権者代位権を行使することは出来ない。

### 被代位権利
債務者の一身に専属する権利及び差押えを禁じられた権利は行使できない（423条1項ただし書）。
代位行使される権利がそれを有している者だけが行使するべきであるような権利、つまり一身専属の権利でないことが必要である（これを特に行使上の一身専属性という）。例えば、遺留分侵害額請求権、慰謝料請求権や離婚した際の財産分与請求権などはその具体的な内容が確定するまでは他人に行使させるのは好ましくない。さらに、離婚や認知など家族法上の身分に関する権利は特に代位行使するのには相応しくない。
また、2017年改正の民法（2020年4月1日法律施行）で差押えを禁じられた権利を行使できないことが明文化された。

### 被保全債権
被保全債権に関する要件は、以下の4つに大別される。
- 被保全債権が存在していること（423条1項）

債権者代位権を行使するには、その行使の時点で被保全債権が存在しており、被保全債権の範囲および内容も確定していることを要する。なお、被保全債権が代位行使される権利より先に成立していることは要求されていない。
- 被保全債権の履行期が到来していること（423条2項）

債権者は、その債権の期限が到来しない間は、被代位権利を行使することができない。ただし保存行為であれば、履行期が到来する前でも債権者代位権を行使することができる。
2017年改正前の旧423条2項は、裁判上の代位による場合には非訟手続によって裁判所の許可を得れば履行期が到来する前でも債権者代位権を行使することができるとしていた。しかし、裁判上の代位の利用例はほとんどなく仮差押えなどの民事保全の手続によれば目的を達することができるので、2017年改正の民法（2020年4月1日法律施行）で廃止された（被保全債権の期限到来前には保存行為のときのみ行使できる）。
- 被保全債権が強制執行によって実現できること（423条3項）

2017年改正（2020年4月1日法律施行）の際、被保全債権が強制執行により実現することのできない場合は権利を行使できないとされた。
- 被保全債権が金銭債権であること（423条1項の解釈に依る[3]）

債権者代位権の被保全債権は、原則として金銭債権（金銭の支払いを目的とした債権）であるとされる。これは、債権者代位権が、責任財産を保全して確実に強制執行を行うための制度とされてきたためである。責任財産は、最終的には金銭に換えて債権者への支払いに充てられるため、責任財産を保全しても特定物債権が実現することはない。
もっとも、これは「被保全債権の実現に直接必要でないにもかかわらず、債務者の権利を代位行使することは認められない」という原則の表れにすぎない。そのため、被保全債権を実現するうえで必要ならば、当該被担保債権が金銭債権でなくとも債権者代位権の行使が認められる場合がある（債権者代位権の転用）。

### 債務者の権利不行使
債権者代位権は本来、債務者の権利不行使を原因とする責任財産減少を防ぐ制度とされてきたため、債務者がすでに権利を行使しているときには、その方法や結果にかかわらず債権者代位権の行使は認められない。

## 代位行使の範囲と効果

### 代位行使の範囲
債権者は、被代位権利を行使する場合において、被代位権利の目的が可分であるときは、自己の債権の額の限度においてのみ、被代位権利を行使することができる（423条の2）。2017年改正の民法（2020年4月1日法律施行）で代位行使の範囲の判例法理が明文化された。
AはBに1,000万円貸している。他方、BはCに対して2,000万円の売掛代金債権を持っている。Bが債務超過に陥ったため、Aは自己の1,000万円の債権を被保全債権として、BのCに対する売掛代金債権を代位行使した。
Aの被保全債権は1,000万円であるが、代位行使される債権はその倍、2,000万円である。この場合、Aは2,000万円の売掛代金債権のうち、自己の債権額の範囲でのみ行使しうるというのが判例・通説の立場であった。つまりAは2,000万円のうち1,000万円しかCに対して請求できない。以上の判例法理（最高裁判所昭和44年6月24日第三小法廷判決民集23巻7号1079頁）は2017年改正の民法（2020年4月1日法律施行）で423条の2に明文化された。

### 債権者への支払・引渡し
債権者は、被代位権利を行使する場合において、被代位権利が金銭の支払又は動産の引渡しを目的とするものであるときは、相手方に対し、その支払又は引渡しを自己に対してすることを求めることができる。この場合において、相手方が債権者に対してその支払又は引渡しをしたときは、被代位権利は、これによって消滅する（423条の3）。
上の例で、AはCに対して1,000万円の支払を請求できるにしても、Cは誰に1,000万円を支払えば良いのか。Aが行使するのはあくまでBの権利に基づくものであるから、CはBに支払うべきともいえる。しかし債権者代位権が行使される場合というのは債務者が協力的でないのが常であるから、Bが1,000万円の受取を拒否することも十分あり得る。すると、債権者代位権制度の意味がなくなってしまう。そこで判例は、CはAに直接支払ってもよいとしていた。2017年改正の民法（2020年4月1日法律施行）でこの判例法理（大審院昭和10年3月12日判決民集14巻482頁、最高裁判所昭和29年9月24日第二小法廷判決民集8巻9号1658頁）が明文化された。
代位行使された債権もあくまで債務者の債権であるから、受領した金銭や物は代位行使された債権の債権者である債務者に返還しなければならない。これは、債権者代位権という制度の趣旨は債務者の責任財産を保全することであるから、その代位行使の結果は全債権者の利益にならなくてはならないからである。しかし、債務者は債権者代位権を行使した債権者に対して被保全債務を負担しているため、債権者が両債権を相殺できるとされている。上述の例で、Cから1,000万円を受け取ったAはその1,000万円を債務者Bに返還すべき債務を負うが、Bに1,000万円を返還すべきという債務とBに対して有している1,000万円の債権を相殺してしまうことが出来る。これは事実上、一般債権者であるはずのAに優先弁済を認める結論となる。
2017年民法改正の債権関係部会の審議の過程で、債権者が受領した金銭の返還債務と被保全債務との相殺による事実上の優先弁済を禁止する規定の新設が提案されていたが、最終的に見送られた。債権者代位権による債権回収は債務名義を取得しての強制執行では費用倒れになるような場面で強制執行制度を補完していることが理由となっている。
ただし、2017年改正の民法（2020年4月1日法律施行）は債権者への直接の支払いによる債権回収に一定の影響を及ぼす可能性が指摘されている。
- 以前の判例の立場とは異なり、債務者は自ら権利行使することができ、第三債務者が債務者に対してした弁済（債務者の第三債務者からの履行の受領）も有効であることが明文化された（423条の5）[1][2]。
- 債権者が被代位権利の行使に係る訴えを提起したときは、債務者への訴訟告知が義務付けられ（423条の6）、債務者が訴訟参加することにより、債権者が直接の支払いを受けられない可能性がある[1]。

### 相手方の抗弁
債権者が被代位権利を行使したときは、相手方は、債務者に対して主張することができる抗弁をもって、債権者に対抗することができる（423条の4）。2017年改正の民法（2020年4月1日法律施行）で判例法理（大審院昭和11年3月23日民集15巻551頁）が明文化された。

### 債務者の取立てその他の処分の権限等
債権者が被代位権利を行使した場合であっても、債務者は、被代位権利について、自ら取立てその他の処分をすることを妨げられない（423条の5）。2017年改正の民法（2020年4月1日法律施行）で新設された規定である。
古い判例には、債権者が債務者の権利を代位行使し、それを債務者に通知するか債務者が了知したときは、債務者は自ら権利を行使すること（権利の処分）ができないとされていた。債権者代位権が行使されると、債務者（代位行使された債権の債権者）はもはや代位行使された債権を自己の意思で処分することは出来ないとされ、いわば差押えを受けたのと同様の効果が生じるとされていた。
しかし、債権者代位権は債権者が債務者に代わって権利を行使して責任財産を保全する制度であり、債務者の権限を制限する目的の制度ではないという批判が強かった。そのため2017年改正の民法（2020年4月1日法律施行）で過去の判例と異なる立場から新設された規定である。
債権者が債務者の処分権限を制限したい場合は、債権者代位権ではなく、民事保全・民事執行の手続による必要がある。

### 代位訴訟による場合
詐害行為取消権（債権者取消権）は裁判によってのみ行使することが出来るが、債権者代位権は裁判外でも行使することができる。債権者が被代位権利の行使に係る訴えを提起した場合、遅滞なく、債務者に対し、訴訟告知をしなければならない（2017年改正の民法（2020年4月1日法律施行）423条の6）。

#### 法的性質
代位債権者の訴訟については以下の学説が対立していたが、判例、通説は訴訟担当説である。
訴訟担当説
目的の債権（売掛代金債権）の管理処分権が代位債権者Aに移ったので代位債権者Aの地位は訴訟担当だとする。そしてその代位訴訟の判決の効果は被担当者（B）に及ぶ（民事訴訟法第115条1項2号）。Bは債権者代位訴訟が提起されるとCに対する訴訟は二重起訴の禁止（民事訴訟法第142条）によって却下されることになる。代位訴訟で担当者Aが敗訴すると被担当者BのCに対する請求も敗訴判決の影響を受けてしまう。
そこで、新しい考え方として、担当者Aは被担当者Bに訴訟告知をすることが認められ、被担当者Bがこれを受けて共同訴訟的補助参加人として担当者の勝訴に向けた活動を行うことが認められる。AがBに訴訟告知をしなければ、代位訴訟の敗訴判決の既判力がBには及ばないとする。
固有適格説
目的の債権（売掛代金債権）の取立権が代位債権者Aに移っており依然として債務者Bに処分権があるとする。そして代位訴訟が提起されてもBもCに対する訴訟が却下されない。Cは二重の応訴の負担を避けるべく、Bに訴訟告知をすることが認められ、Bは債権者代位訴訟に共同訴訟参加をすることが認められる（民事執行法第157条の類推適用）。

#### 既判力
債権者代位権を行使して起こされた訴訟における判決の効力（既判力）は、債務者にも及ぶ。例えば債権者が代位行使をして訴訟に挑んだが敗訴してしまった場合、債務者があらためて同じ債権に基づいて履行を請求することは出来なくなる。

#### 訴訟告知
一般に債権者代位訴訟は株主代表訴訟の株主などと同様に法定訴訟担当であり、判決の効力は訴訟の当事者ではない債務者にも及ぶと解されている。そのため訴訟手続での手続保障の観点から2017年改正の民法（2020年4月1日法律施行）で債務者への訴訟告知が義務づけられた（423条の6）。
。
債務者が被代位権利について主張したいときは債権者代位訴訟に共同訴訟参加、被保全債権について主張をしたいときは債権者代位訴訟に独立当事者参加を行う。

## 債権者代位権の転用

### 判例における債権者代位権の転用
債権者代位権は、金銭債権を保全するための制度として構築されたものである。しかし、金銭債権以外でも保全すべき債権は当然あり、債務者の同意を得ずに代位行使を認めるべき例もある。そのような場合に債権者代位権を拡張したのが債権者代位権の転用といわれる事例である。
- 不動産の移転登記請求
  - Aは自分が所有する土地をBへ売却した。Bはこの購入した土地をCへ売却した。この土地の登記はまだAの元にある。BはAに、CはBに対して売買契約に基づく移転登記請求権を有している。Cが自分に登記を移すには、まずAからBへ移転登記され、その後にBからCへ移転登記する必要がある。しかし、BがAに対して移転登記請求をしない。そこでCは自己のBに対する移転登記請求権を被保全債権として、BのAに対する移転登記請求権を代位行使し、Aから直接自己に移転登記を請求した。
  - 債権者Cは移転登記請求権を被保全債権としている。本来、債権者代位権の被保全債権は金銭債権が予定されているのだから、これは転用事例ということになる。この場合、債務者が無資力でなくてはならないという要件は要求されないのが判決例である。
  - 2017年改正の民法（2020年4月1日法律施行）で登記又は登録の請求権を保全するための債権者代位権は明文化された（423条の7）[1]。
- 建物の明渡請求
建物の賃借人が、賃借権を保全するため、賃貸人たる所有者に代位して、建物を不法に占拠する第三者に対しその明渡を請求する場合には、直接自己に対して明け渡すべきことを求めることができる。
- 消滅時効の援用
金銭債権の債権者は、債務者に代位して他の債権者に対する対する債務の消滅時効を援用することができる。

### 登記又は登録の請求権を保全するための債権者代位権の明文化
登記又は登録をしなければ権利の得喪及び変更を第三者に対抗することができない財産を譲り受けた者は、その譲渡人が第三者に対して有する登記手続又は登録手続をすべきことを請求する権利を行使しないときは、その権利を行使することができる（423条の7）。
民法改正の議論では被保全債権を金銭債権としない債権者代位権の転用事例の明文化が議論されたが、2017年改正の民法（2020年4月1日法律施行）では一般に異論がない登記・登録の請求権（大審院昭和11年3月23日民集15巻551頁）のみ明文化された。
なお、2017年改正は転用事例の1つである登記・登録の場合を明文化したもので、その他の転用事例を否定するものではなく従来どおり解釈に委ねられる。